# Cadillac Urban Luxury
Cadillac Urban Luxury Concept (ULC) — гибридный четырёхместный городской автомобиль, созданный компанией Cadillac и представленный в 2010 году на Автосалоне в Лос-Анджелесе. Автомобиль оснащён сенсорными экранами и проекционными дисплеями, заменяющими традиционные датчики.

## Описание
В Cadillac ULC применяются 1,0-литровый трёхцилиндровый двигатель с турбонаддувом мощностью 350 кВт, трансмиссия с двумя сцеплениями и гибридная силовая установка, где используются технология электрической помощи, система «старт-стоп» и рекуперация энергии торможения. Заявленный расход топлива составляет 1,51 л/100 км в городе и 1,43 л/100 км на шоссе. Urban Luxury Concept рассчитан на четырёх взрослых пассажиров, доступ обеспечивается через пару ламбо-дверей, которые открываются наружу и вращаются вперёд, обеспечивая удобный доступ ко всем четырём сиденьям.
Cadillac Urban Luxury Concept — 3-дверный, 4-местный хэтчбек (иногда называемый 2-дверным хетчбэком в США).

## Галерея

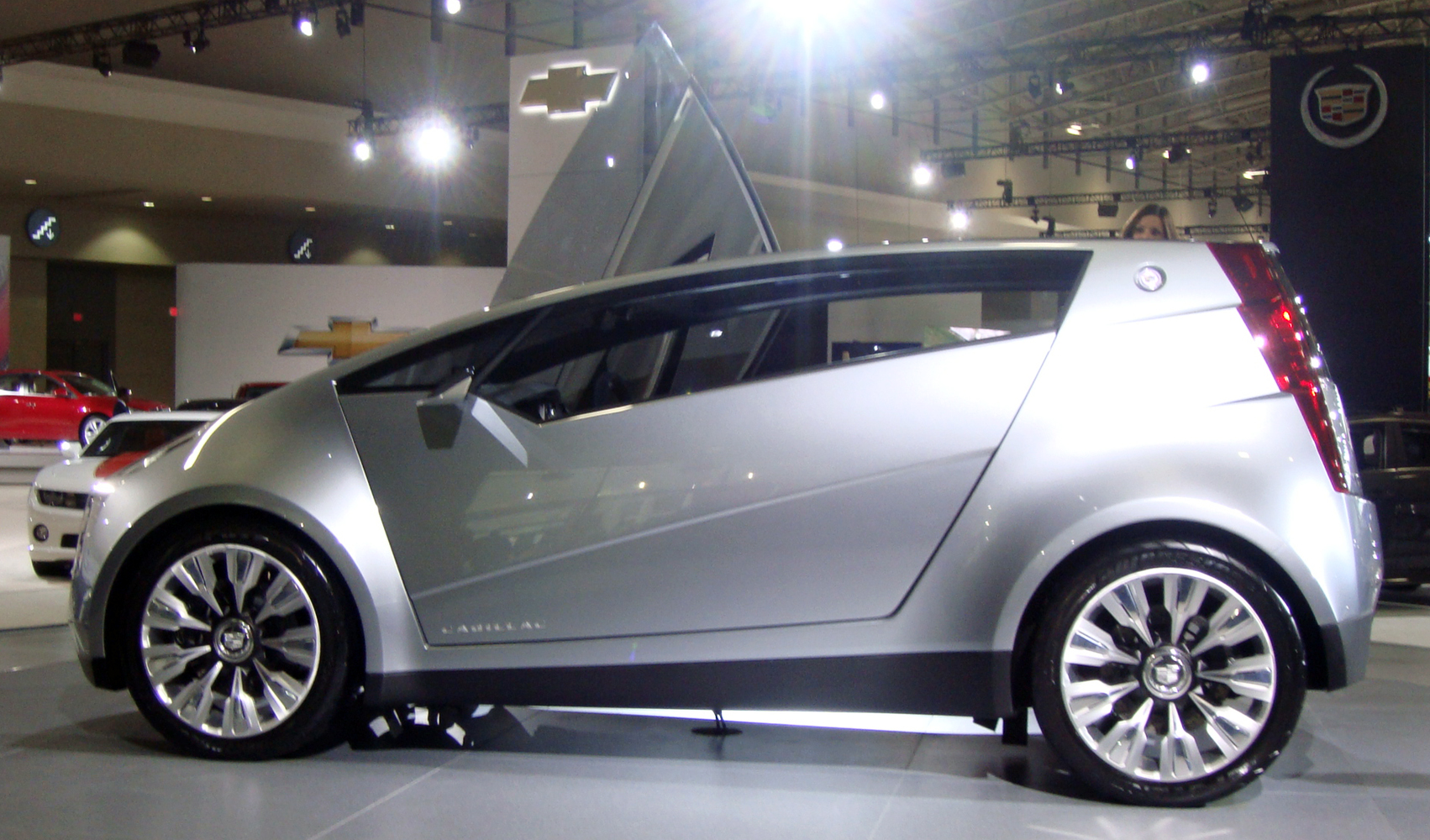
Вид слева
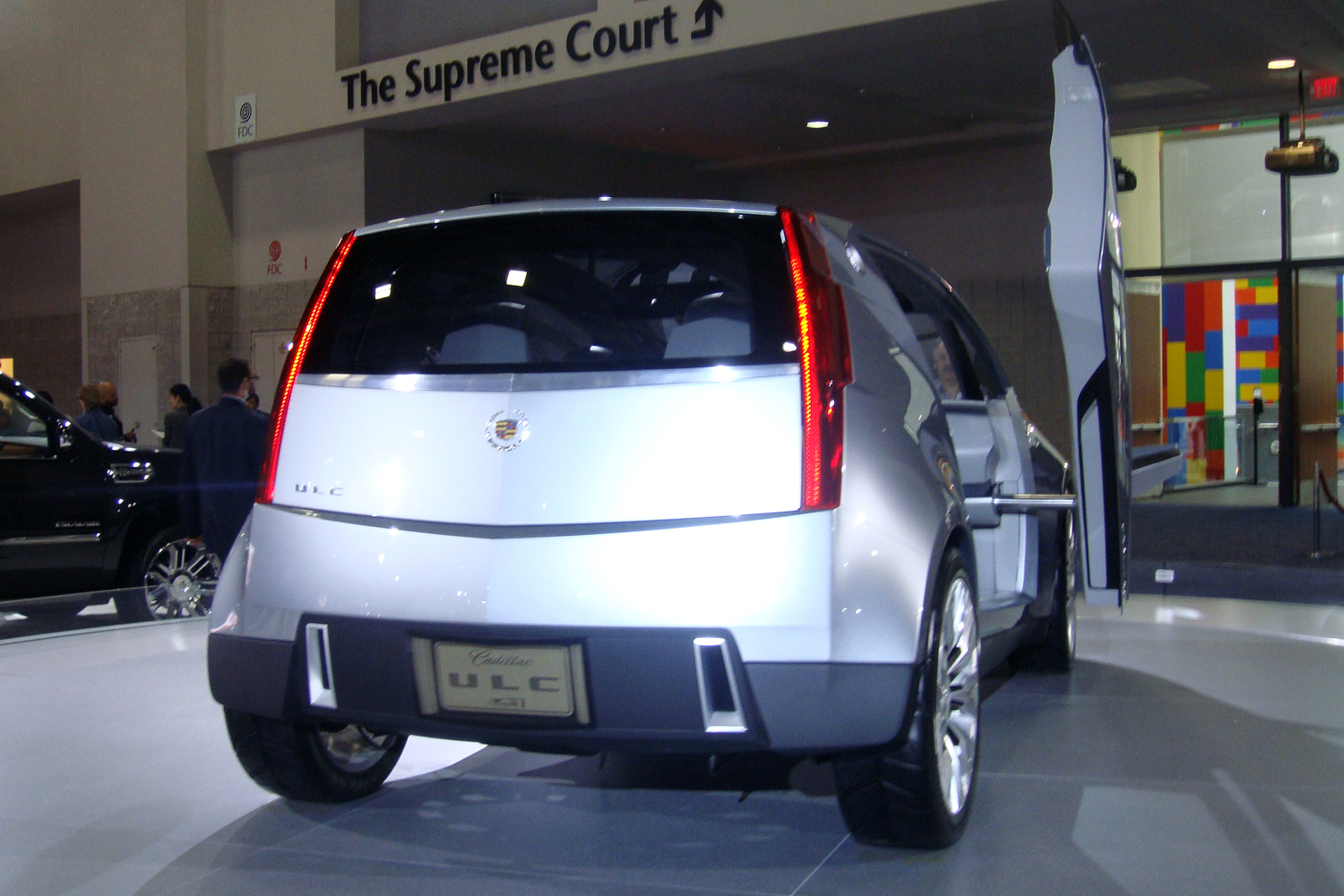
Вид сзади
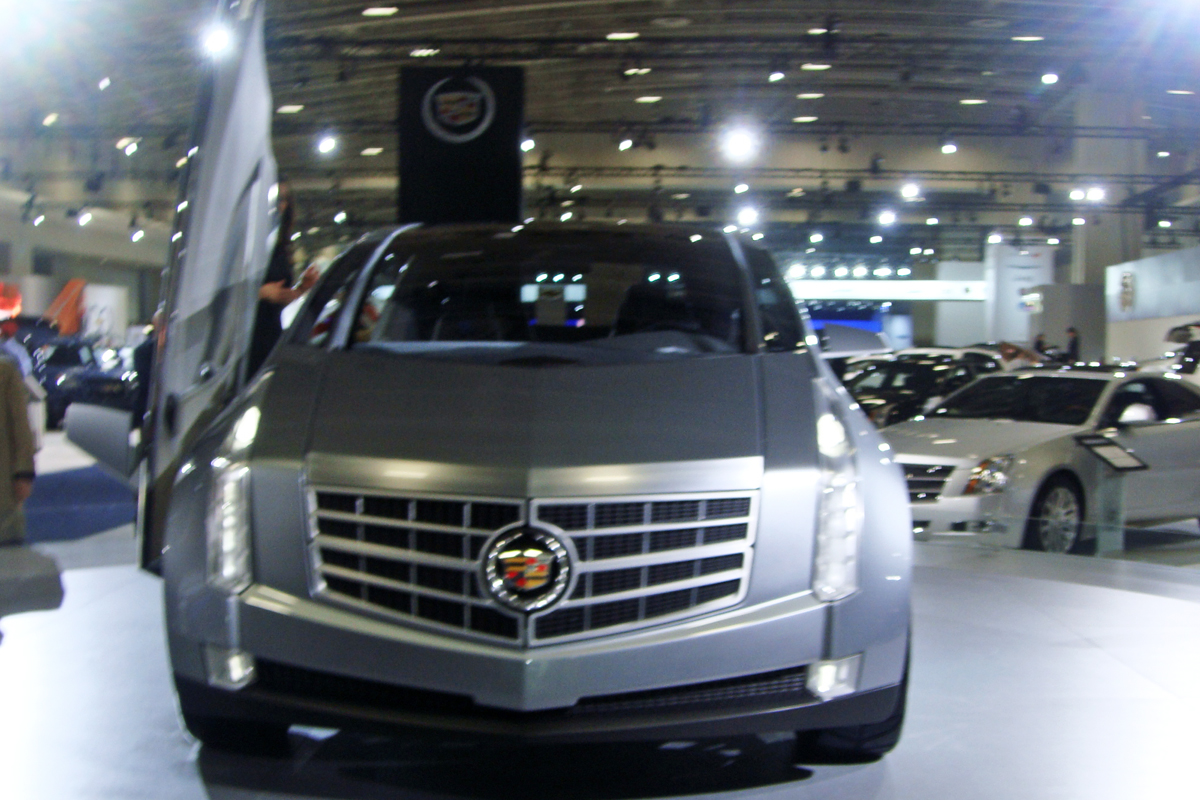
Вид спереди
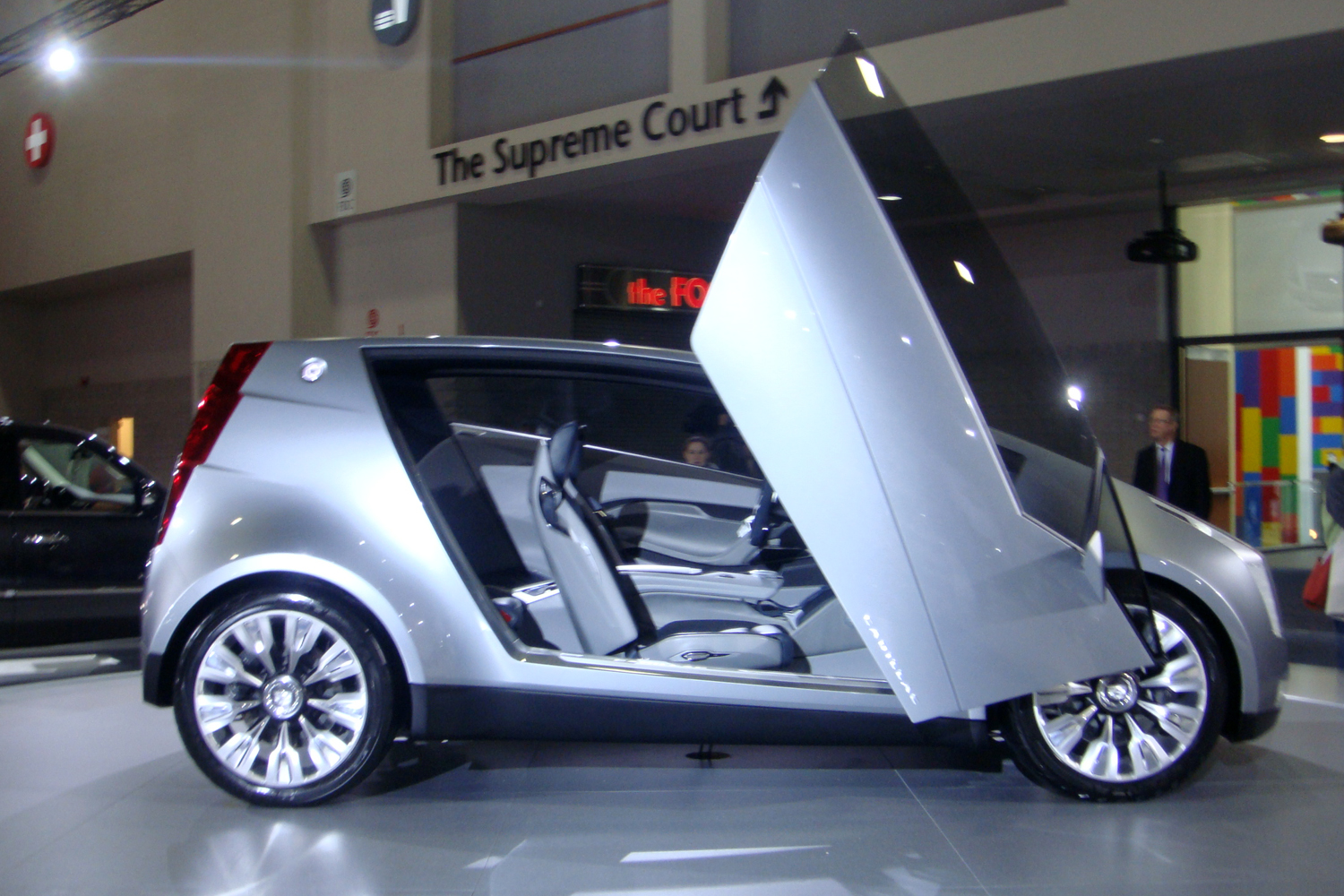
Вид справа